# Georges Tandel
Georges Tandel (ur. 24 lipca 1910 w Luksemburgu, zm. 17 grudnia 1981 tamże) – luksemburski pływak, uczestnik Letnich Igrzysk Olimpijskich 1936 w Berlinie.
Wziął udział w sztafecie 4 × 200 m stylem dowolnym podczas igrzysk w 1936 roku. Razem z zespołem odpadli w eliminacjach, osiągając czas 10:59,8.